# Músculos voluntarios
Los músculos voluntarios forman la mayor parte de la masa corporal de los vertebrados. Muchos de ellos están unidos al esqueleto o a cartílagos. Son los músculos que permiten grandes movimientos de distintos huesos.
Para que funcionen necesitan de una orden, es decir, son músculos que no se mueven a menos que reciban una orden del organismo, por eso se llaman "voluntarios".
- Datos: Q6036390